# Arthur Koestler
Arthur Koestler, CBE, FRSL (Budapeste, 5 de setembro de 1905 – Londres, 1 de março de 1983) foi um jornalista, escritor, e ativista político judeu húngaro radicado no Reino Unido.

## Biografia
Nascido Kösztler Artur de pai húngaro e mãe vienense, ambos judeus, foi matriculado na "Realschule", de Budapeste, e teve que fugir da Hungria após a queda do governo comunista de Béla Kun, para escapar da responsabilização de participantes do governo bolchevique húngaro desencadeada pelo Almirante Horthy.
Refugiado em Viena, matriculou-se na Universidade Técnica de Viena, mas abandonou os estudos para juntar-se aos pioneiros sionistas na Palestina. De volta à Europa, dedicou-se principalmente ao jornalismo, através do qual adquiriu enorme experiência humana, política e social. Em 1929, como correspondente dos jornais do grupo Ullstein, de Berlim, mudou-se para Paris e, em 1931, tornou-se o único jornalista a participar da expedição polar do conde Zeppelin. Nesse mesmo ano, ingressou no Partido Comunista da Alemanha.
No ano seguinte, Koestler esteve na União Soviética e, em 1936, foi enviado a Madrid, pelo New Chronicle, para cobrir a Guerra Civil Espanhola. Tendo participado ativamente da defesa de Málaga, foi preso pelas tropas de Francisco Franco e condenado à morte, sendo salvo por intervenção inglesa. (Em sua autobiografia, "The Invisible Writing", ele relata uma experiência mística que teria vivido quando estava preso, esperando a execução).
Internado na França, em um campo de refugiados, Koestler decidiu alistar-se na Legião Estrangeira, para escapar de deportação para a Alemanha nazista. Em 1938, diante dos expurgos promovidos por Stalin, na URSS, rompeu com o Partido Comunista, mudando-se para Londres, onde adquiriu cidadania inglesa e dedicou-se à atividade de escritor, produzindo obras de forte cunho psicológico, mesclando criação e experiência vivida. A mais notória delas é Darkness at Noon (O zero e o infinito), uma crítica contundente ao despotismo stalinista.
Em novembro de 1960, Koestler participou das experiência de Timothy Leary com LSD, em Harvard. Afligido pelos efeitos da droga, refugiou-se na casa de Timothy, onde permaneceu até voltar à normalidade. Todavia, isso não o impediu de tornar a usar LSD, com Ann Arbor, na Universidade do Michigan, descrevendo essa segunda experiência como "uma viagem ao mundo de fantasia de Walt Disney".
Koestler foi casado com Dorothy Asher (de 1935 a 1950), Mamaine Paget (de 1950 a 1952) e, finalmente, com Cynthia Jefferies (de 1965 a 1983). Segundo seu biógrafo, David Cesarani, ele teve também vários envolvimentos sentimentais com mulheres famosas, entre elas a escritora Simone de Beauvoir.

## Morte
Na tarde de 1 de março de 1983, em sua casa, em Montpelier Square, Londres, o escritor Arthur Koestler e sua esposa, Cynthia Jefferies, ingeriram várias colheradas de mel misturadas com quantidades mortíferas de barbitúricos. Aos 77 anos, ele estava terrivelmente afetado pelo mal de Parkinson e por uma leucemia. Em sua carta de despedida, deixou escrito: "Depois de haver sofrido uma deterioração física mais ou menos constante durante os últimos anos, o processo chegou agora a um estado agudo, com complicações adicionais que fazem recomendável buscar a autoliberação agora, antes que me encontre incapaz de tomar as medidas necessárias (…).". Cynthia limitou-se a escrever: "Sem dúvida, não posso viver sem Arthur".

## Obras
- Spanish Testament (1938)[1]
- The Gladiators (1940)[1]
- O Zero e o Infinito - no original Sonnenfinsternis (1940)[1]
- Scum of the Earth (1941)[1]
- Arrival and Departure (1943)[1]
- The Yogi and the Commissar (1945)
- Twilight Bar (1945)
- Thieves in the Night (1946)
- Insight and Outlook (1948)
- The Invisible Writing (1954)
- The Trail of the Dinossaur (1955)
- Reflections on Hanging (1956)
- The Sleepwalkers (1959)
- The Watershed (1959)
- The Lotus and the Robot (1960)
- Suicide of a Nation? (1963)
- The Act of Creation (1964)
- The Ghost in the Machine (1967)
- The Thirteenth Tribe (1976)
- Bricks to Babel (1981)
- Stranger on the Square (1984)

Publicadas em português
- Tempo de Quimeras (Editora Europa-América)
- Ladrões na Noite (Germinal Editora)
- Chegada e Partida (Germinal Editora)
- O Zero e o Infinito (Editora Globo - Brasil e Europa-América - Portugal)
- O Homem e o Universo (Ibrasa)
- O Fantasma da Máquina (Zahar Editores)
- Os khazares - a 13a. tribo (Ediouro)
- Os gladiadores - a saga de Espártaco (Relume-Dumara)